# Civisme en Côte d'Ivoire
 (avril 2025).
- Si vous ne connaissez pas le sujet, laissez ce bandeau (vous pouvez alors contacter les auteurs).
- Si vous supprimez le contenu mis en cause (vous pouvez préalablement contacter les auteurs),

argumentez précisément cette suppression dans la page de discussion
(un manque de référence n'est pas un argument ; une recherche réelle de référence doit avoir été effectuée, être formellement documentée).

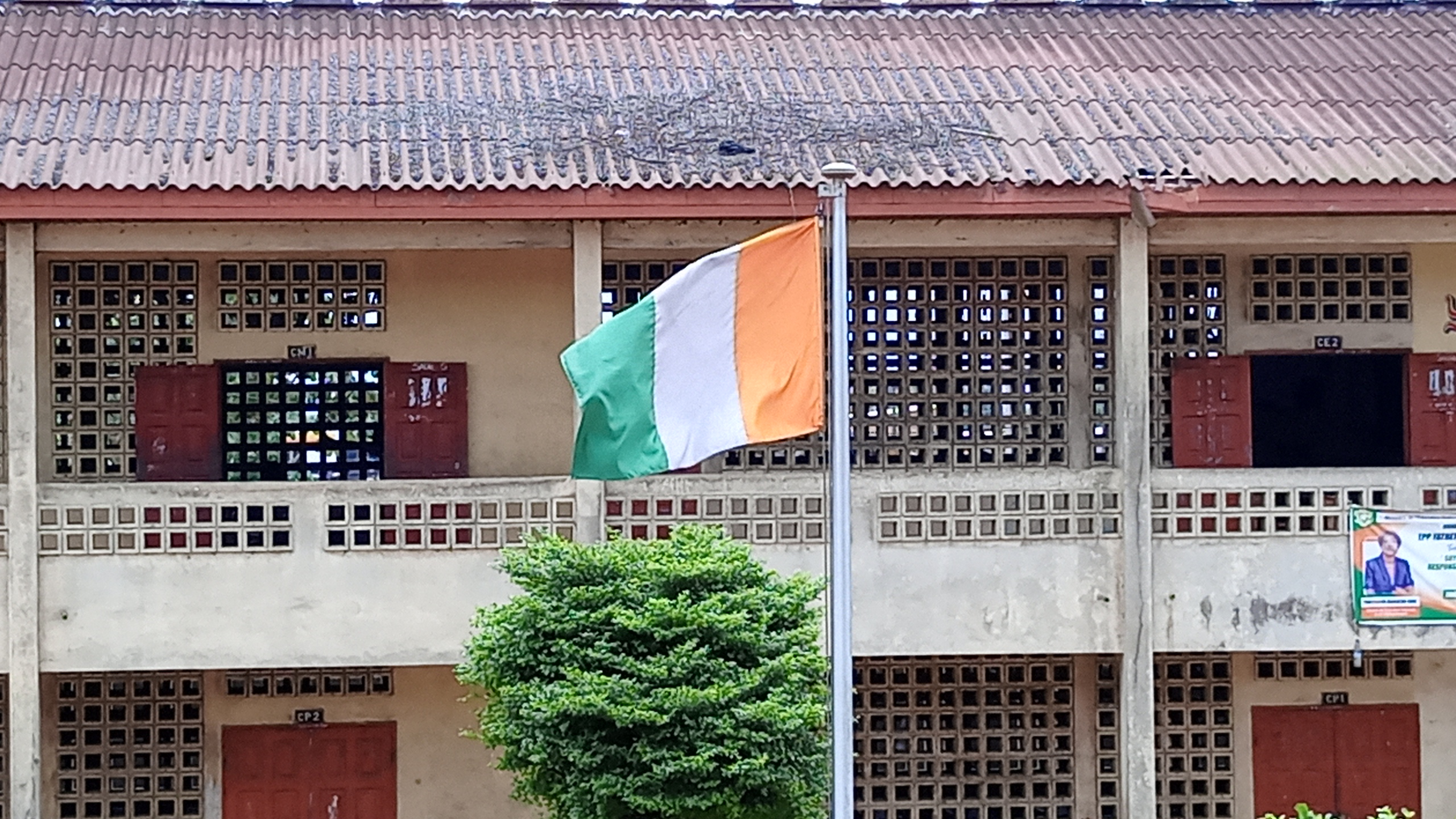
Ecole primaire public Yathey N'Guessan Abobo Dépôt 07 et le drapeau ivoirien

Le civisme en Côte d’Ivoire regroupe les comportements et attitudes que les citoyens doivent adopter pour vivre ensemble dans le respect des lois, des institutions, du bien public et des droits de chacun. Il inclut la participation à la vie communautaire, le respect des règles sociales et l’engagement pour le développement du pays. Face à la montée de l’incivisme et à la faible implication des jeunes, le gouvernement a créé en 2007 l’Office du service civique national (OSCN) pour renforcer la culture civique. Cependant, en raison des crises traversées par le pays, cet office n’a pas pu fonctionner à l’époque. Il a été réactivé en 2016 par le décret n°2016-1106 du 7 décembre 2016, qui précise ses missions, son organisation et son fonctionnement. L’OSCN est un établissement public national placé sous la tutelle du Ministère de la promotion de la Jeunesse, de l’Insertion Professionnelle et du Service Civique,,.

## Historique et contexte
Le premier Service civique national a été institué en 1961 pour encadrer les jeunes après leurs études et favoriser leur implication dans les chantiers de développement. Ce programme a été suspendu en 1984 en raison de difficultés d’organisation et de résultats insuffisants. Une tentative de relance a eu lieu en 1996, mais elle n’a pas produit d’effets durables. 
Les crises politico-militaires que le pays a connues entre 2002 et 2011 ont fortement fragilisé le tissu social et contribué à la perte de certaines valeurs civiques, avec une recrudescence de comportements inciviques et non-respect de l’autorité, destruction de biens publics, violences urbaines, fraude, incivisme routier.

## Institutions et programmes
Face à la montée de l’incivisme en Côte d’Ivoire, le gouvernement a pris plusieurs mesures pour rétablir une culture citoyenne. Il a d’abord créé en 2007 l’Office du Service Civique National (OSCN), chargé de la formation civique des jeunes, réactivé en 2016 par le décret n°2016-1106 avec une structure renforcée, sous la tutelle du Ministère de la Promotion de la Jeunesse. Le gouvernement a également lancé des campagnes nationales de sensibilisation dans les écoles, médias et espaces publics, organisé des ateliers stratégiques, comme celui de Grand-Bassam en 2018, pour définir une stratégie nationale du service civique, intégré l’éducation civique dans les programmes scolaires, mis en place un programme national de volontariat pour encourager l’engagement des jeunes, et établi des partenariats avec des ONG, des collectivités et des institutions culturelles pour relayer les messages de civisme à travers divers canaux sociaux et culturels.

## Actions de sensibilisation
La promotion du civisme en Côte d’Ivoire repose sur une diversité d’actions visant à sensibiliser et impliquer les citoyens, notamment les jeunes,,. Parmi ces moyens figurent des campagnes nationales comme Civisme, paix et développement, des activités scolaires et parascolaires telles que la levée de drapeau, les concours d’art oratoire ou les actions de salubrité, ainsi que des événements culturels intégrant des messages civiques à travers des pièces de théâtre, des festivals ou des concerts citoyens. À cela s’ajoutent des concours comme Impact Jeune, mis en place par le CNJCI pour encourager l’engagement et l’entrepreneuriat des jeunes, ainsi que des dialogues intergénérationnels portant sur la santé sexuelle, le respect de l’autre et la responsabilité civique,.

## Enjeux et défis
Malgré les nombreuses initiatives mises en place, la promotion du civisme en Côte d’Ivoire reste confrontée à plusieurs défis, notamment le manque de sensibilisation sur les droits et devoirs civiques, le non-respect des règles sociales comme l’incivisme routier, le vandalisme ou la fraude, ainsi qu’un certain désintérêt de la jeunesse pour les institutions publiques. À cela s’ajoute la faible implication des citoyens dans les processus démocratiques tels que les élections ou les concertations publiques, limitant ainsi leur participation active à la vie de la nation.

## Perspectives
Pour renforcer la culture du civisme en Côte d’Ivoire, de nouvelles stratégies sont envisagées, telles que l’utilisation du numérique et des réseaux sociaux pour toucher un large public avec des messages civiques, l’implication d’artistes, de sportifs et d’influenceurs en tant qu’ambassadeurs du civisme, l’organisation de forums citoyens dans les communes pour favoriser le dialogue et la participation, ainsi que la réalisation d’études et de recherches afin d’évaluer l’impact des politiques menées et mieux orienter les actions futures,.